# 日本パワーファスニング
日本パワーファスニング株式会社（にほんパワーファスニング、英: JAPAN POWER FASTENING CO.,LTD.）は、大阪府箕面市に本社を置く、主にプレハブ住宅をはじめとする住宅用及び一般建築・土木用の締結部材（ファスナー）や締結工具（ツール）の製造・販売を行う企業。

## 概要
工業用ファスナー（ネジ、ピン、ばね）の大手。住宅用が中心。
製品の主な納入先は積水ハウス、パナホーム、大和ハウス、ミサワホーム等といった大手住宅メーカーが売上の多くを占めている。近年は住宅市場向け偏重から一般建築市場向けも含めた建築・土木市場全体に成長機会を求めるべく事業の再構築を進めている。

## 事業内容
- 工業用ファスナー（ネジ、ピン、ばね）の製造販売。
- 工業用ファスナー締結用工具、機械・装置の製造販売。
- 工業用鋲打銃・鋲の製造販売。
- 不動産売買、賃貸、管理。

## 沿革
- 1955年（昭和30年）10月 ‐大阪府豊中市に前身である新和製作所を創業。
- 1957年（昭和32年）3月 ‐ 法人化。新和工業(株)として事業拡大。
- 1963年（昭和38年）6月 ‐ 滋賀県の誘致を受け、新和工業(株)滋賀工場建設。
- 1964年（昭和39年）4月 ‐ 新和工業(株)、日本発条(株)および米国イリノイ・ツール・ワークス社（以下ITW社）の3社均等払込み、業界最初の日米合弁会社「日本シェークプルーフ（株）」を設立（資本金1億800万円）。滋賀県野洲郡中主町（現在の滋賀県野洲市）に本社・工場を置く。
- 1966年（昭和41年）9月 ‐ ITW社と特許品テクス（TEKS）導入に関する技術援助契約を締結。ITW社の持株比率は49％となる。
- 1969年（昭和44年）9月 ‐ 兵庫県豊岡市の誘致を受け、（旧）豊岡工場を建設、操業を開始。
- 1979年（昭和54年）8月 ‐ 「ニスコ(株)」に商号変更。
- 1980年（昭和55年）1月 ‐ ITW社保有の株式（持株比率24.5％）を日本発条㈱及び土肥亀雄が譲受け、日米合弁会社の形態を解消。
- 1980年（昭和55年）4月 ‐ 株式額面金額変更のため大阪市福島区所在のニスコ㈱に吸収合併され、同時に本店を滋賀県野洲郡中主町（現 野洲市）に移転。（合併期日 昭和55年3月21日）
- 1981年（昭和56年）11月 ‐ 大阪証券取引所第二部に株式上場。
- 1989年（平成元年）9月 ‐ 兵庫県豊岡市の豊岡中核工業団地内に(新)豊岡工場を建設、移転操業。
- 1991年（平成3年）3月 ‐  茨城県下館市（現在の茨城県筑西市）に下館工場を建設、操業開始。
- 1991年（平成3年）8月 ‐ ITW社の日本法人アイ・ティ・ダブリュー(株)の3事業部門（ラムセット、パスロード、ビルデックス）を買収し、子会社化。
- 1992年（平成4年）10月 ‐ 子会社を吸収合併し社名をニスコ(株)から日本パワーファスニング(株)に変更。
- 1993年（平成5年）7月 ‐ 滋賀県野洲郡中主町（現 野洲市）に近江ニスコ工業㈱(現 近江OFT)を設立出資、生産関連会社とする。
- 1993年（平成5年）8月 ‐ 本店の所在地を大阪府豊中市に移転。
- 1994年（平成6年）10月 ‐ 中華人民共和国の蘇州富洋金属製品有限公司（現 蘇州強力五金有限公司）に出資し、子会社とする。
- 1996年（平成8年）5月 ‐ 中華人民共和国に蘇州強力電鍍有限公司を設立出資し、子会社とする。
- 1997年（平成9年）7月 ‐ 豊岡工場を分社し、豊岡ジェイ・ピー・エフ工業(株)として操業開始。
- 2002年（平成14年）7月 ‐ 豊岡ジェイ・ピー・エフ工業㈱に汎用建材部門の営業を譲渡し、商号をジェイ・ピー・エフ・ワークス㈱に変更。近江ニスコ工業㈱に自動車・家電等部品部門の営業を譲渡し、連結子会社とする。
- 2004年（平成16年）2月 ‐ 本社事務所を大阪市に新設。
- 2004年（平成16年）7月 ‐ 本店の所在地を大阪市に移転。
- 2004年（平成16年）7月 ‐ 金型・治工具、生産設備制作、ツールメンテナンス等を担当する子会社 ジェイ・ピー・エフ・テクノサービス（株）を設立。
- 2006年（平成18年）1月 ‐積水ハウス㈱が株式を取得。(発行済株式の10.31%)
- 2007年（平成19年）1月 ‐ ジェイ・ピー・エフ・ワークス（株）を吸収合併。
- 2007年（平成19年）8月 ‐ ジェイ・ピー・エフ・テクノサービスの金型部門を近江ニスコ工業へ譲渡。
- 2007年（平成19年）11月 ‐ 積水ハウス㈱が株式を追加取得し、筆頭株主となる。(発行済株式の20.75%) これにより日本発条㈱が筆頭株主でなくなる。
- 2008年（平成20年）8月 ‐ 中華人民共和国に蘇州強力住宅組件有限公司を設立出資し、子会社とする。
- 2009年（平成21年）12月 ‐ ジェイ・ピー・エフ・テクノサービスを清算し解散。
- 2010年（平成22年）1月 ‐ 住宅用太陽電池モジュール（ソーラーパネル）の組立事業を開始。
- 2010年（平成22年）12月 ‐ 近江ニスコ工業㈱の保有株式を全て譲渡し、連結子会社から除外。
- 2013年（平成25年）3月 - 中国連結子会社の統括・管理支援会社 Japan Power Fastening Hong Kong Limited(略称 JPF香港有限公司) を設立。
- 2013年（平成25年）7月 - 東京証券取引所と大阪証券取引所の市場統合に伴い、東京証券取引所市場第二部に指定替え。
- 2016年（平成28年）9月 ‐ 連結子会社である蘇州強力五金有限公司に蘇州強力住宅組件有限公司を吸収合併。
- 2018年（平成30年）6月 ‐ 連結子会社である蘇州強力電鍍有限公司の株式を譲渡。
- 2018年（平成30年）9月 ‐ 滋賀事業所の土地及び建物を譲渡。
- 2018年（平成30年）11月 ‐ 住宅用太陽電池モジュール（ソーラーパネル）の組立事業から撤退。
- 2019年（令和元年）8月 ‐ アドバンテッジアドバイザーズ株式会社と事業提携契約を締結。
- 2019年（令和元年）12月 ‐ 中国連結子会社である蘇州強力五金有限公司が営む中国事業から全面撤退。
- 2020年（令和2年）4月 ‐ 茨城県筑西市にテクニカルセンターを竣工。
- 2020年（令和2年）10月 ‐ 本社事務所を箕面事務所に移転統合。
- 2021年（令和3年）12月 ‐ 資本金の額を25億5千万円から1億円に減少。
- 2021年（令和3年）12月 ‐ JPF香港が100%持分を有する中国の子会社である蘇州強力五金有限公司の持分全てを譲渡し連結子会社から除外。
- 2022年（令和4年）4月 ‐東京証券取引所の市場区分の見直しにより、スタンダード市場へ移行。
- 2023年（令和5年）10月 ‐ガス式ツール及び締結用専用ピンの販売会社「J.J.ツール株式会社」を設立。
- 2023年（令和5年）11月 ‐アドバンテッジアドバイザーズ株式会社との事業提携契約満了。
- 2024年（令和6年）5月 ‐ 積水ハウス㈱が保有する株式全てをマルエヌ株式会社に譲渡。これによりマルエヌ株式会社が筆頭株主となる。

## 本社・営業所
- 本社事務所・（大阪府箕面市）
- 札幌営業所（札幌市北区）
- 仙台営業所（仙台市泉区）
- 東京営業部（東京都中央区）
- さいたま営業所（埼玉県さいたま市）
- 名古屋営業所（名古屋市千種区）
- 大阪営業部（大阪府箕面市）
- 富山営業所（富山県富山市）
- 山口営業所（山口市小郡）
- 福岡営業所（福岡市博多区）

## 工場・事業所
- 豊岡工場（兵庫県豊岡市）
- 下館工場（茨城県筑西市）
- 北関東事業所（茨城県筑西市）
- 静岡事業所（静岡県掛川市）
- 滋賀事業所（滋賀県守山市）
- テクニカルセンター（茨城県筑西市）
- 開発部（大阪府箕面市）
- システム部（大阪府箕面市）

## 連結子会社
- Japan Power Fastening Hong Kong Limited(JPF香港有限公司)（中華人民共和国香港特別行政区）

## 技術提携企業
- イリノイ・ツール・ワークス社［ITW社］（米国）
- スピット社（フランス）
- ラムセット　ファスナーズ社（オーストラリア）

## 歴代社長
- 初代:土肥亀雄 (創業者)
- 二代:土肥雄治
- 三代:森田洋作 (元ニッパツ取締役)
- 四代:土肥雄治
- 五代:土肥智雄
- 六代:土肥雄治 (会長兼任)
- 七代:安田正利